# Allium notabile
Allium notabile — вид рослин з родини амарилісових (Amaryllidaceae); ендемік Іраку.

## Поширення
Ендемік північного Іраку.
Населяє природні скелясті сухі луки поблизу дороги та оточені степовим відкритим дубовим лісом або відкритим сосновим лісом відповідно

## Використання
Вид потенційно їстівний і, швидше за все, зібраний в змішуванні з кількома видами Allium sect. Allium, наприклад, A. rotundum, який традиційно збирають для їжі в інших курдських регіонах.

## Загрози й охорона
На цьому етапі загрози невідомі. Природоохоронних заходів немає.